# Daku riegeri
Daku riegeri är en plattmaskart som beskrevs av Hooge och Tyler 2008. Daku riegeri ingår i släktet Daku och familjen Dakuidae. Inga underarter finns listade i Catalogue of Life.